# Дюмонт, Скай
Скай Дюмонт (нем. Sky du Mont, род. 20 мая 1947 в Буэнос-Айресе, при рождении Marco Claudio Cayetano Neven du Mont) — немецкий актёр, актёр дубляжа и писатель.

## Биография
Родился в семье известного издателя немецко-российского происхождения Клауса дю Монта и матери-англичанки Чикиты Невен дю Монт (1921–2018). Они бежали в Аргентину от нацистов во время Второй мировой войны. Ему пришлось дать испанское имя, потому что это был закон при президенте Хуане Пероне. Своим прозвищем «Скай» он обязан брату, который не мог произнести «Кай» (от Cayetano). Родители развелись, когда ему было четыре года. В 1952 году его мать вернулась с ним в Европу. Он посещал начальную школу в Лондоне, а закончил её в Швейцарии.

### Карьера
После посещения театральной школы в Мюнхене дю Мон сыграл свои первые роли в театре и на телевидении в 1971 году. В последующие годы он принял участие в многочисленных национальных фильмах и телевизионных постановках, таких как «Зима, которая была летом» (1976), «Бут» (1981) и «Манила» (2000). Он работал с Отто Ваалькесом над фильмами «Отто — фильм» (1985) и «Одиннадцать друзей Отто» (2011). В 2014 году Су Турхан пригласил его на роль принца Гундольфа в фильме-сказке «Три пера». Он также неоднократно играл гостевые роли в нескольких телесериалах и сериалах, в том числе в «Комиссаре», «Старом», «Деррике», «Ревиере Вольфа», «Адельхайде и ее убийцах», «Форстхаус Фалькенау», «Полицейском инспекторате 1», «Двух мюнхенцах в Гамбурге», «Нашем Чарли», «Сиске» и «Бедных миллионерах».
В своих международных проектах, Дюмонт играл с Уильямом Холденом, Грегори Пеком, Родом Стайгером, Ли Марвином, Энтони Куинном и др., а также с Томом Крузом и Николь Кидман в фильме Стэнли Кубрика «С широко закрытыми глазами». Он также был задействован в 59 эпизодах американского сериала «Больница общего профиля».
Участвовал в комедийном шоу Михаэля Хербига и его друзей, программа которого включала пародии на «Звёздный путь», вестерны и австрийский фильм «Сисси». Это дало начало его сотрудничеству с Хербигом в кино. За роль в комедии «Мокасины Маниту» он был награжден премией Бэмби и немецкой комедийной премией German Comedy Award в 2001 году. За участие в комедии Хербига «Космический дозор. Эпизод 1» он снова получил премию Бэмби и German Comedy Award в 2004 году.

### Личная жизнь
В 1972 году, Дюмонт женился на актрисе Хельге Ленер в своем первом браке. Он расстался с ней, когда встретил французскую актрису Диану Столожан, на которой женился в 1992 году. У них родился сын, но они развелись уже в 1995 году. С 1995 по 2000 год, Дюмонт состоял в третьем браке с актрисой Козимой фон Борсоди. В сентябре 2000 года он женился на Мирье Беккер, что стало его четвертым браком. В июле 2016 года Скай Дюмонт объявил, что несколько месяцев назад расстался со своей женой. Он состоит в отношениях с австрийской журналисткой Юлией Шютце (* 1976) с 2022 года.
Дюмонт живет в Гамбурге-Ниенштедтене и Санкт-Пёльтене.

## Избранная фильмография
- 1976 — Деррик — Адриан Босснер
- 1978 — Мальчики из Бразилии — Хессен
- 1981 — Лев пустыни — Принц Амадео
- 1985 — Отто — фильм — Эрнесто
- 1985 — Подводная лодка — камео
- 1989 — Главный госпиталь — Клаудио Мэлдонадо
- 1999 — С широко закрытыми глазами — Сандор Шавост
- 2001 — Мокасины Маниту — Санта Мария
- 2004 — Космический дозор. Эпизод 1 — Уильям Последний / Санта Мария
- 2011 — Одиннадцать друзей Отто — Жан дю Мерзак
- 2014 — Три пера — Князь Гундольф
- 2017 — Парад задир. Фильм — General Motors